# Samyaza

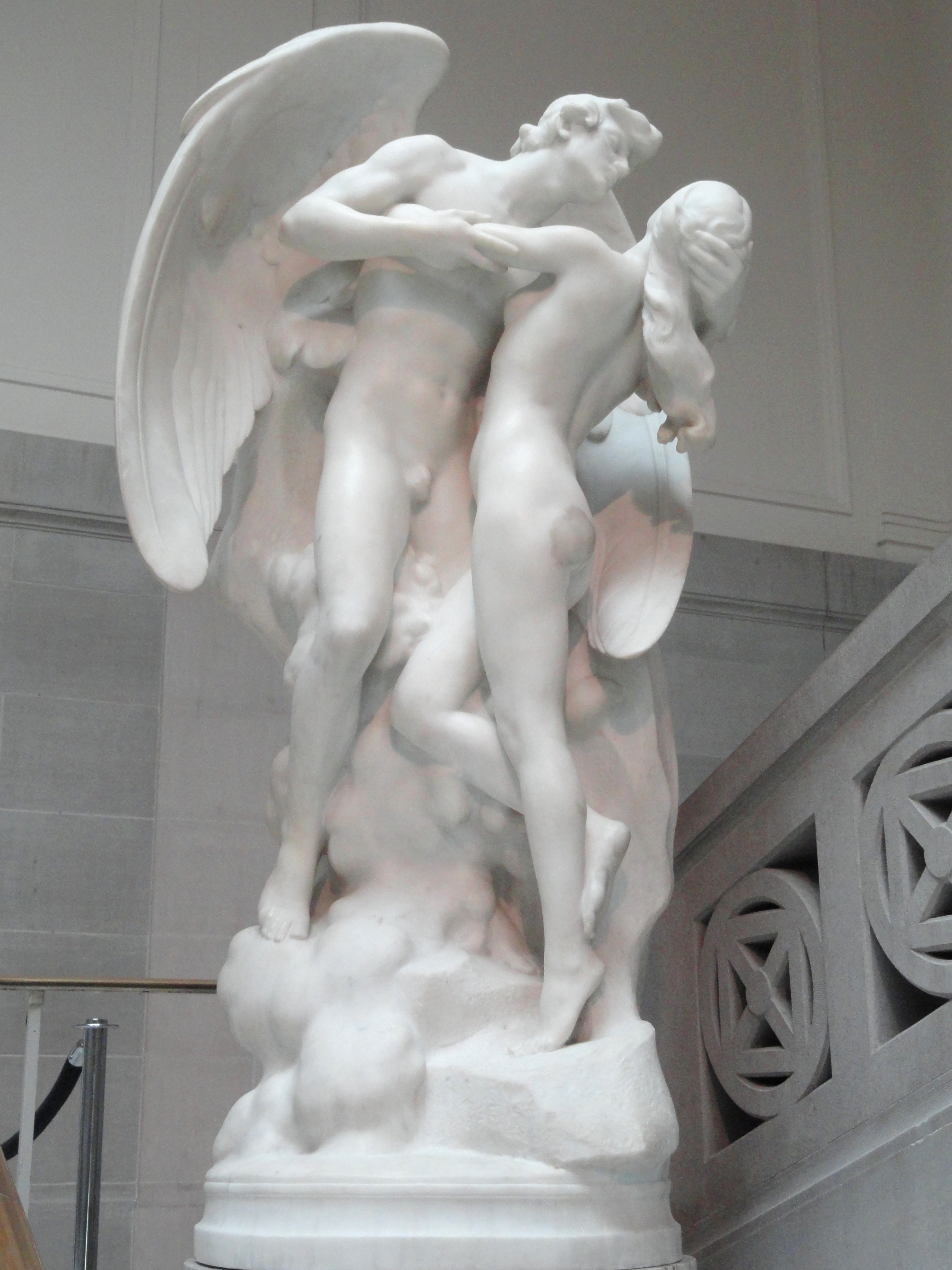
The Sons of God Saw the Daughters of Men That They Were Fair by Daniel Chester French

Samyaza ou Shemihazah (em hebraico:   שמיחזה) é um anjo, que era encarregado de guardar o conhecimento. Conta-se a história que, junto com o anjo Azazel e outros que estavam no comando, dirigiram-se à Terra e conviveram com os humanos. Segundo o livro de Enoque, o mesmo que relata a Bíblia que fora trasladado e o Eterno não deixou-o provar a morte, foi um profeta levantado como boca de YHWH para trazer juízos a Samyaza que fizera um pacto juntamente com 200 sentinelas, guardiões da Terra (melarins), em mútuos juramentos juraram no monte Hermon, coabitaram com mulheres e nasceram nephilim, conta-se passo a passo o acontecido, onde os anjos filhos dos céus se relacionaram sexualmente com mulheres, contaminado a Terra com gigantes, profanaram a criação, por isso veio o dilúvio pra varrer a injustiça

## Samyaza na cultura popular

### Videojogos
- Samyaza aparece no videogame Final Fantasy XII como Esper Shemhazai. Shemhazai é um ser fêmea de cavalo que controla as almas dos mortos, criado em oposição a Igeyorhm, o Mártir. Embora ela tenha servido aos deuses como guardiã, ela desempenha um papel semelhante ao de Samyaza ao revelar ao rebelde Esper Ultima as fraquezas dos deuses antes de atacar o povo.
- "Semyaza" e outros cinco Grigori podem ser convocados da prisão para lutar pelo jogador em Domínios 3: O Despertar e Domínios 4: Tronos de Ascensão

- "Shemyaza" aparece em Shin Megami Tensei: Devil Summoner: Soul Hackers como um demônio que o grupo do jogador deve enfrentar. Ele também aparece em muitos outros jogos da série Megami Tensei, às vezes como chefe ou antagonista, às vezes como um demônio aleatório que o jogador encontra ou pode convocar. Em Soul Hackers, ele está trabalhando para outro anjo caído, Azazel, que também aparece em muitos dos jogos da série.
- "Shimbatha", uma tradução incorreta de "Shemyatha", aparece no jogo de 1991 XZR 2, lançado no Ocidente como Exílio para o NEC Turbo Duo, traduzido pelos já extintos Working Designs. Shemyatha é o principal antagonista que o herói, Sadler, deve enfrentar. No porto Sega Genesis deste jogo, quando localizado nos EUA, esse nome foi descartado em favor do epíteto "Santo Imperador". De acordo com o contexto da história japonesa no jogo, Shemyatha possuía Hiram Abiff no 6º milênio aC, durante a construção do Templo de Salomão, mas logo foi assassinado. No cenário do jogo do século XI, Shemyatha assume novamente o corpo de um homem, desta vez Yuug D'Payne, baseado no fundador histórico e no primeiro grande mestre dos cavaleiros templários, Hugues de Payens.

## Maniqueísmo
No Livro dos Gigantes de Manique, Shemyaza (ou Šahmīzād) gera dois filhos, que juntos combatem o Leviatã. No entanto, eles não são retratados como heróicos, mas como se gabando de sua própria vitória; um símbolo do fracasso real em manter o poder de alguém neste mundo, pois após a derrota do Leviatã, Shemyaza e sua prole são mortos pelos quatro anjos punitivos.